# Кристоф Остфрисландский
Кристоф Остфрисландский (нем. Christoph von Ostfriesland; 1569 — 19 марта 1636, Люксембург), граф фон Эмден — государственный и военный деятель Священной Римской империи и Испанской империи.

## Биография
Третий сын Эдцарда II, графа Остфрисландии, и Катарины Шведской, младший брат графов Энно III и Иоганна фон Ритберга.
В молодости перешел в католицизм. Был каноником в Магдебурге в 1597/1599, затем сделал карьеру в Испанских Нидерландах. На службе у эрцгерцога Альбрехта командовал Верхненемецким пехотным полком, был капитаном лучников гвардии штатгальтера.
6 января 1619 был пожалован Филиппом III в рыцари ордена Золотого руна. Орденскую цепь получил 1 апреля 1621 из рук эрцгерцога Альбрехта в Брюсселе.
В 1619 году он приобрел баронство Виллебрук в Брабантском герцогстве. 8 июня 1619 купил владение Спонтен в графстве Намюр, право сбственности на которое было подтверждено 12 января 1621.
7 декабря 1626 года был назначен генеральным наместником и губернатором герцогства Люксембург и графства Шини, сменив умершего в апреле того года Флорана де Берлемона. В январе 1632 он получил патент на командование армейским корпусом, формировавшимся в его провинции и предназначенным для военных действий в Германии. В том же году он был временно замещен на посту губернатора графом Филиппом Дитрихом фон Мандершейд-Бланкенхеймом, но оставался губернатором и генерал-капитаном до своей смерти.
Граф фон Эмден командовал войсками, осуществившими прогабсбургский переворот в Трире 26 марта 1635 года. Он умер 19 марта 1636 и был погребен в часовне Богоматери приходской церкви Спонтена.
Жена (13.08.1613): Ламбертина де Линь (22.06.1593—14.02.1651), дама де Вильер и Мессереникот, дочь принца Ламораля де Линя и Мари де Мелён, вдова Филибера де Лабома, маркиза де Сен-Мартена. Третьим браком вышла за Жана-Батиста де Лабома, маркиза де Сен-Мартен-ле-Шатель
У Кристофа не было наследников, и он завещал свои владения жене.